# Nicholas DiMarzio
Nicholas Anthony DiMarzio (ur. 16 czerwca 1944 w Newark, New Jersey) – amerykański duchowny katolicki, biskup Brooklynu w metropolii Nowy Jork w latach 2003–2021.

## Życiorys
Jego rodzina ma pochodzenie włoskie (wszyscy dziadkowie przybyli do USA z południowych Włoch). Ukończył m.in. Seton Hall University i Katolicki Uniwersytet Ameryki. Święcenia kapłańskie otrzymał 30 maja 1970. Do 1985 pracował na terenie archidiecezji Newark, po czym przeniósł się do Waszyngtonu i został dyrektorem Katolickiej Konferencji ds. Migracji i Uchodźców. W roku 1991 powrócił do rodzinnej archidiecezji.
10 września 1996 otrzymał nominację na biskupa pomocniczego Newark ze stolicą tytularną Mauriana. Sakry udzielił mu ówczesny zwierzchnik archidiecezji Theodore McCarrick. Obowiązki biskupie dzielił z pracą proboszcza parafii Mount Carmel w Newark. 8 czerwca 1999 mianowany ordynariuszem Camden w New Jersey. W roku 2000 został członkiem Papieskiej Rady ds. Duszpasterstwa Migrantów i Podróżujących. 1 sierpnia 2003 ogłoszono jego nominację na ordynariusza Brooklynu, zaś ingres odbył się 3 października 2003. 29 września 2021 papież przyjął jego rezygnację z pełnionego urzędu złożoną ze względu na wiek.
W 2014 odznaczony Krzyżem Kawalerskim Orderu Zasługi Rzeczypospolitej Polskiej.